# Hospital Santo Antônio dos Pobres
Hospital Santo Antônio dos Pobres é uma construção histórica da cidade de Iguatu, Ceará. Em estilo eclético, teve sua pedra fundamental lançada em 13 de junho de 1924, dia de Santo Antônio, e inauguração em 6 de junho de 1930, pelo médico e político Manoel Carlos de Gouvêa. Até 1999, a construção era sede de uma instituição filantrópica hospitalar. Em 2007, o prédio foi desapropriado e restaurado pelo Governo do Estado do Ceará, que ali instalou a 18ª Coordenadoria Regional de Saúde, parte de um complexo que conta, ainda, com uma policlínica regional que atende aos municípios de Iguatu, Acopiara, Cariús, Catarina, Deputado Irapuan Pinheiro, Mombaça, Jucás, Piquet Carneiro, Quixelô e Saboeiro.